# BBC Lifestyle
BBC Lifestyle es un canal de televisión internacional por cable y satélite. El canal ofrece seis líneas de programación fundamentales: Alimentos, Hogar, Diseño, Moda, Estilo, Salud, Crianza y Desarrollo Personal.

## Historia
BBC Lifestyle se lanzó por primera vez en Singapur en julio de 2007. También está disponible en Hong Kong, en Polonia se puso en marcha en diciembre de 2007. En Sudáfrica y en el mundo árabe desde septiembre de 2008. Desde entonces se ha puesto en marcha en los países escandinavos, en noviembre de 2008 cuando sustituyó a BBC Prime, en el Reino Unido fue el reemplazo de BBC Food.
- Datos: Q611935